# Borșa (Cluj)
Borșa é uma comuna romena localizada no distrito de Cluj, na região histórica da Transilvânia. A comuna possui uma área de 61.62 km² e sua população era de 1608 habitantes segundo o censo de 2007.